# Gunnar Nu Hansen
Gunnar Valdemar Nu Hansen (* 20. Oktober 1905 in Kopenhagen; † 5. Januar 1993 ebenda) war ein dänischer Journalist und Sportkommentator.

## Leben und Wirken
Gunnar Hansen wuchs als Sohn von Niels (1878–1926) und Kerstin Hansen (1880–1941) in Kopenhagen auf.
Hansen absolvierte eine Ausbildung zum Journalist und war ab dem Jahr 1925 beim Dagbladet Kopenhagen tätig. Danach arbeitete er für verschiedene Tageszeitungen. Ab dem Jahr 1935 war er Kommentator bei Danmarks Radio. In dieser Funktion berichtete er von den Olympischen Sommerspielen 1936. Ab 1943 war Hansen bei Danmarks Radio Leiter der Sportabteilung und ab 1948 stellvertretender Chefredakteur. Von 1949 bis 1954 war Hansen der Herausgeber der Zeitschrift Politikens Filmjournal, welche die Ereignisse in ganz Skandinavien umfasste. In den vier Jahrzehnten seiner Karriere kommentierte Hansen im Radio und im Fernsehen zahlreiche Fußball-Weltmeisterschaften, Fußball-Europameisterschaft, Olympische Spiele und Biathlon-Wettbewerbe. Er galt in Dänemark lange Zeit als beliebtester Sportjournalist. Hansen hatte neben seiner journalistischen Karriere auch eine Schauspiel-Rolle als Fußball-Kommentator in dem 1972 erschienen Film Die Olsenbande und ihr großer Coup aus der Olsenbanden-Filmreihe. Mit 71 Jahren ging Hansen im Jahr 1976 in den Ruhestand.
Hansen war ab 1934 mit der Friseurin Elly Gerda Rasmussen verheiratet, mit der er eine Tochter hatte. Er starb am 5. Januar 1993 im Alter von 87 Jahren und wurde auf dem Holmens-Kirkegard in Kopenhagen beigesetzt. Er wurde Postum in die Danish Sports Hall of Fame aufgenommen.